# Tiếng Croatia Burgenland
Tiếng Croatia Burgenland (gradišćanskohrvatski jezik; tiếng Đức: Burgenländisch-Kroatisch, Burgenlandkroatisch, burgenlandkroatische Sprache, burgenländisch-kroatischen Sprache, tiếng Hungary: gradiscsei horvát nyelv) là một dạng khu vực của phương ngữ Chakavia thuộc tiếng Croatia. Nó được sử dụng ở Áo, Hungary, Cộng hòa Séc và Slovakia. Tiếng Croatia Burgenland được công nhận là ngôn ngữ thiểu số ở bang Burgenland của Áo, với 19.412 người nói theo báo cáo chính thức năm 2001. Nhiều người nói tiếng Croatia Burgenland ở Áo cũng sống ở Viên và Graz, do quá trình đô thị hóa, chủ yếu là do tình hình kinh tế nghèo nàn của phần lớn Burgenland.
Người thiểu số Croatia nhỏ hơn ở phía tây Hungary, tây nam Slovakia và miền nam Cộng hòa Séc thường được gọi là người Croatia Burgenland. Họ viết tiếng Croatia Burgenland , đồng thời có mối liên hệ chặt chẽ về mặt lịch sử và văn hóa với người Croatia gốc Áo. Các đại diện của người Croatia Burgenland ước tính tổng số lượng của họ ở cả ba quốc gia và di cư vào khoảng 70.000.

## Khác biệt giữa tiếng Croatia chuẩn và Burgenland
| Tiếng Việt        | Tiếng Croatia chuẩn | Tiếng Croatia Burgenland |
| ----------------- | ------------------- | ------------------------ |
| đen               | crna                | črna                     |
| từ ngữ            | riječ               | rič                      |
| Chúa Giê-xu Ki-tô | Isus Krist          | Jezuš Kristuš            |
| hạ (thấp hơn)     | donji               | dolnji                   |

## Văn bản mẫu
Kinh Lạy Cha tiếng Slovenia, tiếng Croatia chuẩn và Burgenland (1830 và 2021):
| Tiếng Slovenia | Tiếng Croatia Burgenland (1830) | Tiếng Croatia Burgenland (2021) | Tiếng Croatia |
| --- | --- | --- | --- |
| Oče naš, ki si v nebesih, posvečeno bodi tvoje ime, pridi k nam tvoje kraljestvo, zgodi se tvoja volja kakor v nebesih tako na zemlji. Daj nam danes naš vsakdanji kruh in odpusti nam naše dolge, kakor tudi mi odpuščamo svojim dolžnikom, in ne vpelji nas v skušnjavo, temveč reši nas hudega. Amen. | Otacz naß, ki szi na nebeszi! Szvéti sze jime tvoje. Pridi kralyesztvo tvoje. Budi volya tvoja, kako na nébi, tako na zemlyi. Kruh naß szakidanyi dai nam ga denasz. Odpuszti nam duge naße, kot i mi odpuschamo duzsnikom naßim. I ne zapelyai nasz va szkusavanye, nego odszlobodi nasz od zla. Amen. | Oče naš, ki si na nebesi, sveti se ime tvoje, pridi kraljevstvo tvoje, budi volja tvoja, kako na nebu tako i na zemlji. Kruh naš svakidanji daj nam danas, i otpusti nam duge naše, kako i mi otpušćamo dužnikom našim, i ne zapeljaj nas u skušavanje, nego oslobodi nas od zla. Amen. | Oče naš, koji jesi na nebesima, sveti se ime tvoje, dođi kraljevstvo tvoje, budi volja tvoja, kako na nebu tako i na zemlji. Kruh naš svagdanji daj nam danas, i otpusti nam duge naše, kako i mi otpuštamo dužnicima našim, i ne uvedi nas u napast, nego izbavi nas od zla. Amen. |